# Тернопільська (Збаразька) духовна семінарія св. рівноапостольних Кирила і Мефодія
Тернопільська духовна семінарія імені святих рівноапостольних Кирила і Мефодія — середній спеціальний навчальний заклад, який готує священослужителів для Православної церкви України (раніше Українська православна церква Київського Патріархату), розташований у місті Збараж, у частині будівлі колишнього римо-католицького жіночого монастиря ордену феліціаток. Проіснував з 1998 р. по 2019 р.
Термін навчання 4 роки. До семінарії приймаються особи чоловічої статі у віці від 18 до 35 років, які мають середню і вищу освіту, неодружені, або одружені першим шлюбом.
Адреса: 47302, Тернопільська обл., Збаразький район, місто Збараж, вул. Чехова, будинок 1.

## Історія
У 1991-1992 роках колектив викладачів і цілеспрямованих студентів-патріотів переїжджає з Тернополя у місто Теребовлю, у передане державою приміщення монастиря Кармелітів, де займають перший поверх (на другому - гуртожиток фабрики ялинкових прикрас). Так утворилася Тернопільська (Теребовлянська) духовна семінарія УАПЦ, заснування якої ініціювали священики УАПЦ Іван Павлишин та Володимир Яцків.
Сім років перебування у Теребовлі (1991-1998) були далеко не з легких. Особливо проблематично складалися відносини з місцевою владою, не завжди вдавалося знаходити порозуміння і підтримку з причини міжконфесійного протистояння.
Після переходу керуючого Тернопільсько-Бучацькою єпархією УАПЦ митрополита Василія (Боднарчука) в юрисдикцію УПЦ-КП 1997 року, комплекс семінарських будівель у Теребовлі вдалося утримати в юрисдикції УАПЦ, тому вже через рік - у липні 1998 року, нова єпархіальна духовна школа УПЦ-КП була утворена у м. Збараж, сюди перейшли деякі тернопільські викладачі, які раніше викладали у Теребовлі. 
Семінарію у Збаражі 1998 року заснували місцеві священики з вищою духовною освітою: Олексій Блажків (невдовзі помер), протоієрей Сливка Роман Михайлович (роки життя: 1936-2024, закінчив Ленінградську духовну академію 1967 року, став у 1998 р. ректором семінарії; кандидат богословських наук, депутат обласної ради 3-4 скликань), протоієрей Найко Михайло Іванович (став інспектором). Секретарем семінарії призначений син ректора - мирянин Сливка Роман Романович, який невдовзі став священиком УПЦ-КП.
Також викладачами семінарії стали миряни Олійник Сергій Васильович (проректор), Ігнатів Віталій Степанович, Ханас Мирослав Іванович, Стахів Володимир Степанович, Білоус Василь Степанович, та Крупський Олег Євгенович. 
Духовна семінарія 2000 року підписала угоду з вищо-професійним Кременецьким ліцеєм про співпрацю, та відкрила свою філію у Кременецькому ліцеї - окрему групу духовного, або церковного профілю, де навчалося в 2004 році 40 кандидатів на навчання в ТДС.
Налагодилась також співпраця з Тернопільським педуніверситетом ім.В.Гнатюка. Починаючи з 2001 року, при ТДС у Збаражі діяла переведена з Тернополя Тернопільська дяківсько-регентська гімназія імені митрополита Василя Липківського, де студенти здобувають освіту дяка-регента хору, а також вчителя Закону Божого, Катехизису, Біблійної історії.
На Свято Святої Покрови 14 жовтня 2000 року побачив світ перший номер “Амвона” - релігійно-громадського тижневика, над випуском якого працюють як викладачі, так і студенти ТДС. У ньому розповідається про діяльність першої в незалежній Україні Тернопільської Духовної семінарії імені Св.Рівноапостольних Кирила і Мефодія, а також правила вступу до даного навчального закладу. Крім цього, у виданні розміщувалися проповіді і повчання священиків, поради психолога, адреси духовних навчальних закладів, перелік пільговиків при вступі у ТДС, сторінка для молоді, дитяча сторінка “Небесний промінчик”, спортивні новини, кросворди, народний календар, рецепти смачних страв, куточок здоров'я, “Наша анкета”, творчість наших читачів у рубриці “Написано серцем” та багато іншого.
Газета "Амвон" отримала офіційну реєстрацію - реєстраційне свідоцтво ТР №316 від 21 січня 2002 року. Виданням газети займалися Роман Сливка і Руслан Яцюк. 
Також інтернет-версія "Амвона", котра стала працювати з 2002 року як одна зі сторінок офіційного сайту міста Збараж, неодмінно вказувалася серед офіційних сайтів УПЦ-КП у веб-каталогах християнських ресурсів.  
Починаючи з 2003 року, семінарія запустила нову версію інтернет-сайту "Амвон" 
Цей сайт також паралельно рахувався в 2007 році й офіційним сайтом місцевої єпархії УПЦ-КП. 
Аналогічно було і в 2009 році. 
У червні 2001 року колектив ТДС відсвяткував 10-ту річницю діяльності навчального закладу. За цей час стіни семінарії залишило близько 200 дипломованих студентів, ще біля 100 навчається на заочному відділенні. Багато студентів по закінченні ТДС продовжили навчання в духовній академії, а найкращих з них залишили для викладання академічних перспектив.
Станом на 2004 рік ТДС співпрацює близько з 30-ма навчальними закладами, як в Україні, так і за кордоном. Тернопільська, Хмельницька, Полтавська, Одеська, Вінницька, Волинська, Львівська, Київська, Сумська області України; США, Канада, Аргентина, Австралія, Німеччина, Чехія, Бразилія, Португалія - ось неповна географія територій, де успішно трудяться випускники семінарії.
Після Об'єднавчого собору 2018 року, семінарія фактично згорнула свою діяльність через брак викладацьких кадрів, і недостатню кількість бажаючих у ній працювати священослужителів ПЦУ.
Саме з цієї причини ректор семінарії, протоієрей Роман Сливка 6 квітня 2021 року припинив договір оренди з балансоутримувачем - національним заповідником "Замки Тернопілля".  Невдовзі, 4 березня 2024 року протоієрей Роман Сливка помер на 88 році життя. 
З того часу, юридична особа під назвою "Тернопільська духовна семінарія" припинила своє існування.

## Керівництво
- ректор — митр. прот. Роман Сливка.
- проректор — прот. Олександр Тарасюк.
- інспектор - прот. Михайло Найко.